# Erioptera (Mesocyphona) histrio
Erioptera (Mesocyphona) histrio is een tweevleugelige uit de familie steltmuggen (Limoniidae). De soort komt voor in het Neotropisch gebied.